# 4808-as mellékút (Magyarország)
A 4808-as mellékút egy közel 50 kilométeres hosszúságú, négy számjegyű mellékút Hajdú-Bihar vármegye keleti részén: Debrecentől vezet Biharkeresztesig, feltárva a köztük elhelyezkedő, részben közvetlenül a román határ mentén fekvő településeket is.

## Nyomvonala
Debrecen déli külterületei között ágazik ki a 47-es főútból, annak az 5+150-es kilométerszelvényénél lévő körforgalomból, nem messze a debreceni repülőtértől, délkelet felé. Lakott helyeket nemigen érint a megyeszékhelyen, említést érdemlő elágazása is csak egy van itt – 4,1 kilométer után egy számozatlan önkormányzati út, a Debrecen keleti külterületeit összekötő Panoráma út ágazik ki belőle –, 7,8 kilométer után el is hagyja a várost, átlépve Hosszúpályi területére. A 12. kilométere közelében éri el e települést, a Debreceni út nevet felvéve; kicsivel arrébb keresztezi a Debrecen–Sáránd–Létavértes-vasútvonal vágányait, majd kiágazik belőle északkelet felé a 48 307-es számú mellékút, Hosszúpályi megállóhely kiszolgálására. A központban, 13,2 kilométer után csatlakozik hozzá nyugat felől a 4809-es út, mintegy 150 méteres hosszban közös szakaszon húzódnak, a 4808-as addigi irányát követve, majd a 4808-as délnek, míg a másik út keletnek fordul. Innen a Nagy utca nevet viseli a belterület déli széléig, amit 14,2 kilométer után ér el.
21,6 kilométer után szeli át a következő település, Pocsaj északi határát, majd a 22. kilométere táján beletorkollik nyugat-délnyugat felől a Derecskétől idáig húzódó 4811-es út. Mintegy 800 méter után nyugat felől mellé simulnak a Debrecen–Sáránd–Nagykereki-vasútvonal vágányai, illetve Esztár határszéle, onnantól egy darabig a határvonalat kíséri. 25,6 kilométer után kissé eltávolodik a sínektől és újra teljesen pocsaji területre ér; a község északi szélét nagyjából 26,2 kilométer után éri el, itt is a Debreceni utca nevet felvéve, 26,8 kilométer után pedig beletorkollik nyugat felől a Berettyóújfalutól idáig húzódó 4812-es út. Innen a központig a Rákóczi utca nevet viseli, majd 27,4 kilométer után beletorkollik északkeletről, Vámospércs felől a 4807-es út. A község déli részén áthidal egy kisebb vízfolyást, a 28. kilométere után pedig átszeli a Berettyót is.
A túlparti árvízvédelmi töltés vonalától már Kismarja határát követi, és bő egy kilométerrel arrébb újra megközelíti a vasút is. 30,5 kilométer után teljesen kismarjai területre ér, onnantól a lakott terület nyugati szélén húzódik, előbb úgyszintén Debreceni utca, majd Nagyváradi utca néven. A 32. kilométere után éri el Kismarja vasútállomás térségét, mintegy 800 méterrel ezután pedig a belterület délnyugati szélét. A 35+350-es kilométerszelvénye táján keresztezi a vasútvonalat és nyugat felé eltávolodik attól, a 36. kilométerét elhagyva pedig elhagyja Kismarját.
Nagykereki területén folytatódik, ott keresztezi, szabályos geometriájú csomóponttal az M4-es autóút nyomvonalát, annak 237-es kilométerénél; a sztráda felüljárója alatt a 37. kilométere közelében halad át. A 37+750-es kilométerszelvénye táján beletorkollik északról, Hencida felől a 4813-as út, jó fél kilométerrel ezután pedig eléri Nagykereki első házait; ugyanott kiágazik belőle délkeletnek a 48 315-ös számú mellékút Nagykereki vasútállomás felé. A központig a Dózsa György utca nevet viseli, délnek húzódva; a 39. kilométerénél nyugatnak fordulva a Kossuth utca nevet veszi fel, s ugyanott kiágazik belőle keletnek a 48 115-ös számú mellékút, a Nagyzomlin nevű különálló településrész felé. A község nyugati szélét elérve, nagyjából 39,5 kilométer után újból délebbi irányt vesz, 40,7 kilométer után pedig átlépi a helység déli határát.
Bedő a következő, útjába eső település, ennek belterületén a 43. és 44. kilométerei között halad át, Rákóczi utca néven, s egy időre újból nyugatnak fordulva, de a lakott területet elhagyva ismét visszatér a dél-délnyugati irányhoz. 44,6 kilométer után lép Biharkeresztes területére, 46,7 kilométer után keresztezi a 42-es főút elkerülőjét, annak majdnem pontosan az 58. kilométerénél –, bő fél kilométerrel arrébb pedig eléri a Püspökladány–Biharkeresztes-vasútvonal nyomvonalát, Biharkeresztes vasútállomás térségének keleti részénél. Kialakulásakor még bizonyára egyenesen haladt át a vágányokon, de azóta szükségessé vált az állomás bővítése, ezért egy jó 200 méteres hurkot ír le kelet felé, úgy szeli át a síneket, majd visszatér a korábbi nyomvonalához. Hunyadi utca néven húzódik a városban, ahol keresztezi a 42 122-es számú mellékutat – ez az elkerülő átadása előtt a 42-es főút belterületi része volt – és kevéssel ezután véget is ér, beletorkollva a 4218-as útba, annak az 1+350-es kilométerszelvénye közelében.
Teljes hossza, az országos közutak térképes nyilvántartását szolgáló kira.kozut.hu adatbázisa szerint 48,378 kilométer.

## Története
A Kartográfiai Vállalat 1990-ben megjelentetett Magyarország autóatlasza a Debrecen-Hosszúpályi, illetve Nagykereki-Biharkeresztes közti szakaszait kiépített, pormentes útként jelöli, a fennmaradó szakaszt pedig eggyel rosszabb burkolatminőségre utaló jelöléssel, portalanított útként tünteti fel. A 4811-es út csatlakozásánál az atlasz egy Bajontanya nevű külterületi településrészt jelöl, amely helynév azonban 2021-es térképi, illetve Google-keresésekkel már nem tűnik föllelhetőnek.

## Települések az út mentén
- (Debrecen)
- Hosszúpályi
- (Esztár)
- Pocsaj
- Kismarja
- Nagykereki
- Bedő
- Biharkeresztes